# Kloschwitz (Salzatal)
Kloschwitz è una frazione del comune tedesco di Salzatal.

## Storia
Dal 1º gennaio 2010 Kloschwitz è stato accorpato con i comuni di Bennstedt, Fienstedt, Höhnstedt, Lieskau, Salzmünde, Schochwitz e Zappendorf per formare il comune di Salzatal, del quale è ora una frazione.